# Струтин
Струтин (укр. Струтин) — село в Золочевской городской общине Золочевского района Львовской области Украины.
Население по переписи 2001 года составляло 792 человека. Занимает площадь 1,023 км². Почтовый индекс — 80743. Телефонный код — 3265.